# Grande moschea di Kufa
La Grande Moschea di Kufa, o Masjid al-Kūfa (in arabo مسجد الكوفة المعظم‎?, Masjid al-Kūfa al-Muʿaẓẓam), è una moschea sita a Kūfa (Iraq). È una delle prime moschee edificate al mondo, risalendo al VII secolo (670). Contiene i resti di Muslim ibn ʿAqīl - nipote di 'Ali ibn Abi Talib e cugino primo di al-Ḥusayn ibn ʿAlī - del suo compagno Hānī ibn ʿUrwa e di al-Mukhtār al-Thaqafī.

## Dimensioni
Attualmente l'area dell'edificio misura approssimativamente 11.000 m2.
La moschea contiene nove santuari. Ha quattro minareti e vi si accede da cinque porte.

## Restauro
Il 52° Da'i al-Mutlaq dei Dawudi Bohra, Syedna Mohammed Burhanuddin, ha intrapreso il restauro della moschea, completato ai primi del 2010.

Essa ha diverse particolarità:
- La moschea è stata decorata in oro, argento e pietre preziose quali diamanti, rubini e in ogni angolo della moschea è scritta la frase Yā ʿAlī (O ʿAlī).
- La qibla, presso cui ʿAlī b. Abī Ṭālib fu martirizzato da ʿAbd al-Raḥmān ibn Muljam, è stata adornata in oro zari. È composta da oro, argento, rubini e diamanti.
- Tutto l'interno della moschea ospita versetti del Corano in calligrafia araba per cui sono state usate lamine d'oro.
- nella parte ospitante la qibla ci sono incisioni di marmo a forma di lacrima, bordati con oro e rubini.
- L'intera moschea ha marmi e piastrelle che sono stati comprati in Grecia. Tali piastrelle si trovano anche nella Kaʿba di Mecca. La particolarità di queste piastrelle è che restano fresche in pieno sole e in estate, in special modo in posti con clima secco, come in Iraq.
- Tappeti speciali sono stati portati dall'Iran e sono stati impiegati all'interno della moschea.

## Significato
La moschea viene riverita dai fedeli per varie ragioni:
- È il posto in cui ʿAlī è stato colpito a morte alla testa mentre effettuava la sujūd della sua ṣalāt
- Ospita le tombe di Muslim ibn ʿAqīl, Hānī ibn 'Urwa e al-Mukhtār al-Thaqafī
- Vi sono segnali all'interno della mosche che indicano il luogo in cui ʿAlī usava presiedere la sua corte, dove i devoti sciiti pretendono che egli abbia compiuto miracoli[3] e in cui il nipote ʿAlī ibn al-Ḥusayn Zayn al-ʿĀbidīn e Jaʿfar al-Ṣādiq effettuavano normalmente le loro ṣalāt
- Tradizioni islamiche riferiscono che Adamo avesse costituito la moschea, che essa fosse più tardi fosse la dimora di Noè e che essa fosse il posto dove egli avrebbe costruito l'Arca[4]
- Secondo tradizioni sciite, fu da questa moschea che il Diluvio universale dell'epoca di Noè cominciò a sommergere il mondo e fu sempre da questo punto che le acque diluviali presero ad essere riassorbite dalla Terra[5]
- L'Imām Jaʿfar al-Ṣādiq disse che la benedizione legata alla moschea si estendeva per dodici miglia (20 km. circa) in ogni direzione.[4]
- Jaʿfar al-Ṣādiq diceva anche: "la moschea di Kufa è superiore a quella di Gerusalemme"[6] e che effettuare due prosternazioni (sujūd) era meglio di dieci in ogni altra moschea".[4]
- Altre tradizioni affermano che una preghiera lì equivale a un migliaio di preghiere altrove,[7] e che una salat sarebbe uguale ad aver adempiuto al Hajj[8]